# Constantijn XI Laskaris
Constantijn XI Laskaris (Grieks: Κωνσταντίνος Λάσκαρις, Kōnstantinos Laskaris) (Constantinopel, ca. 1170 - Nicea, 19 maart 1205) was in 1204-1205 titulair keizer van Byzantium. Hij werd nooit gekroond en wordt daarom doorgaans niet als volwaardig keizer beschouwd.

## Leven
Laskaris was de oudste van de zeven zoons van de Byzantijnse edelman Manuel (Manouēl) Laskaris en Johanna (Iōanna) Karatzaina. Hij werd in 1203 gevangengezet, maar in 1204 vrijgelaten en speelde een belangrijke rol in de verdediging van Constantinopel tegen de Latijnse kruisvaarders in april 1204. Na de vlucht van Alexios V Doukas Mourtzouphlos werd hij in de Hagia Sophia tot keizer uitgeroepen. Nog diezelfde nacht viel de stad echter. Constantijn vluchtte met anderen naar Nicea, waar het rivaliserende keizerrijk Nicea werd opgezet. Hij sneuvelde in de strijd tegen de Latijnse keizer Boudewijn I. Na zijn dood werd zijn broer Theodoros I Laskaris tot keizer uitgeroepen.
Als ongekroond keizer wordt Constantijn XI Laskaris doorgaans in de telling van de Byzantijnse heersers niet meegerekend. Als hij wel wordt meegerekend geldt Constantijn XI Palaiologos Dragases als Constantijn XII.